# Luis Manuel Villa López
Luisma Villa (Noja, 11 d'agost de 1989) és un futbolista càntabre, que ocupa la posició de migcampista.
Format al planter del Racing de Santander, la temporada 07/08 debuta amb el primer equip.